# Dzsenné
Dzsenné (francia: Djenné) város Maliban, Bamakótól kb. 570 km-re ÉK-re, és 130 km-re DNy-ra Moptitól. Lakossága 33 ezer fő volt 2009-ben.
Óvárosa az UNESCO kulturális világörökségének része.
Dzsenné az egyik legrégebbi település a Száhil övezetben. Területe már legalább Kr. e. 250-től lakott. A várost valószínűleg a szongájok alapították a 8. században. A történelem folyamán a Szaharát átszelő, aranyat szállító karavánok egyik fontos állomása. A 15. század végén a Szongai Birodalom része lett. Ezután fontos iszlám oktatási központ. Miután Marokkó uralkodói, a tukulor császárok és a franciák egymást követve elfoglalták, a kereskedelmi tevékenység egyre inkább Moptiba helyeződött át.
Ma jelentős régészeti lelőhely, ahol a homok jó állapotban megőrizte a kerámiákat, ékszereket és bőrből készült tárgyakat. 1240-ben épült mecsetét a franciák 1907-ben eredeti stílusban építették újjá.
A város éghajlata száraz száraz szavannai, száhil övi. Az éves csapadékmennyiség 400–600 mm.
Lakosságának fő etnikumai: szongáj, fulbe, bambara, sarakolé, bozo, dogon és moszi.

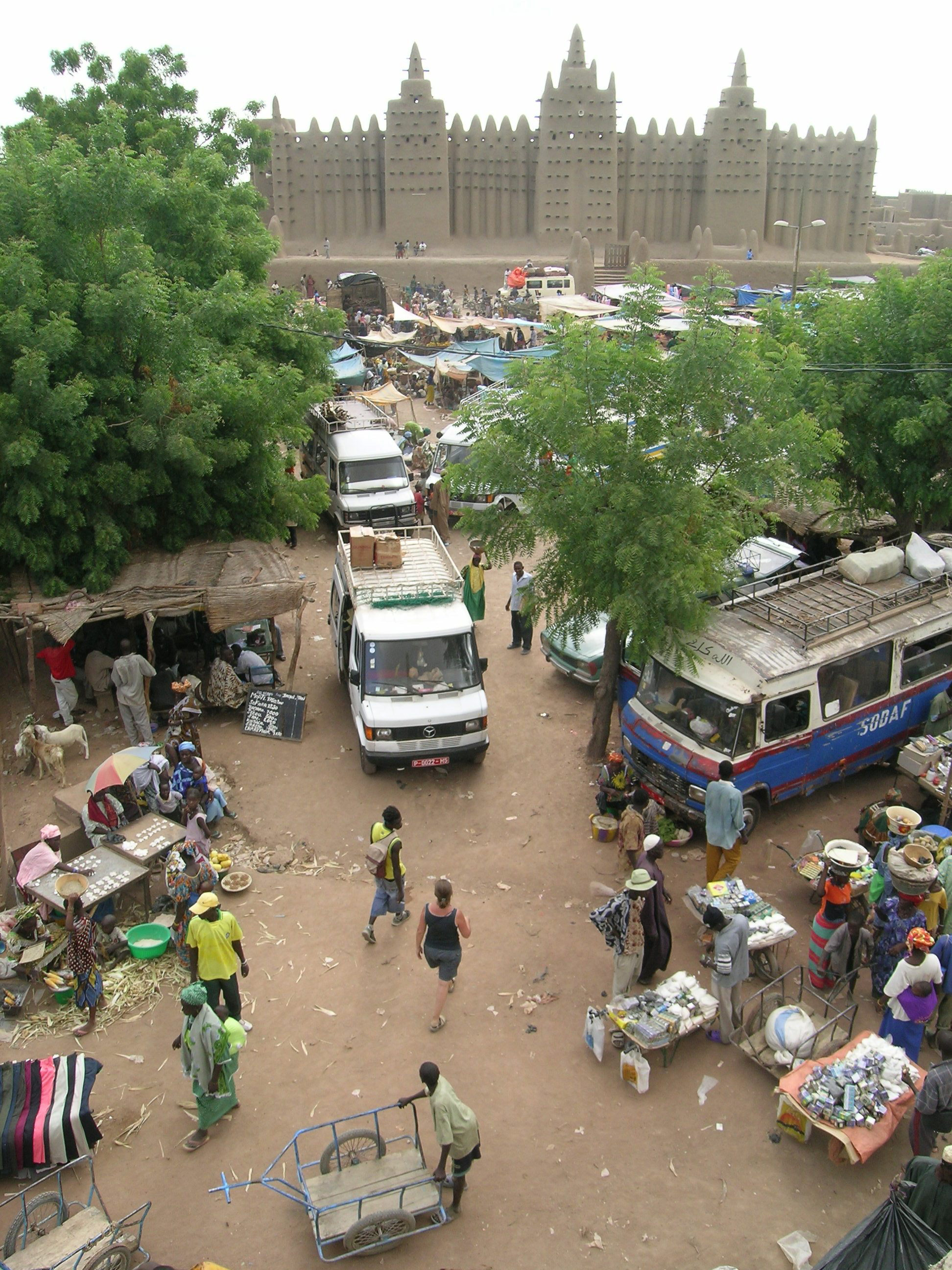
Városkép a nagy mecsettel és a piactérrel

## Fordítás
Ez a szócikk részben vagy egészben  a   Djenné című francia Wikipédia-szócikk fordításán alapul.  Az eredeti cikk szerkesztőit annak laptörténete sorolja fel. Ez a jelzés csupán a megfogalmazás eredetét és a szerzői jogokat jelzi, nem szolgál a cikkben szereplő információk forrásmegjelöléseként.